# ダンシングウィスパーズ
『ダンシングウィスパーズ』は、庄司卓による日本のライトノベル。イラストは田沼雄一郎が担当している。富士見ファンタジア文庫（富士見書房）より1994年6月から刊行されている。
前作であるライトノベル『ダンシィング・ウィズ・ザ・デビルス』の続編で、世界観は同じ。オーキーズのセリアンアークとミーファンファの冒険物語。未完である。

## 登場人物
セリアンアーク・シュマイゼン
オーキーを生業にしている剣士の少女。「東位のセリアンアーク、エンブレムは不死鳥の16番」。名前の意味は「花の衣」。前作の主人公シュノー・アーティアの子孫。ミーファンファの相棒。フロギストン銃とポリウォーターの剣を自在に操る。
ミーファンファ・ロッテンテス
オーキーを生業にしているアブストラクターの少女。「西位のミーファンファ、エンブレムは虹の3番」。子供の時に、手違いでアブストラクトを暴走させ、家族と友人もろとも町一つを灰にしたことがある強力なアブストラクター。（2巻p165）そのため性格を無理矢理ねじ曲げて、今の性格になったという（2巻p159）。
ウェラノーノス
ミュテラ神殿の見習い巫女。アルスティラの付き人。フロプス帆船を制御する能力を持った「帆船巫女」でもある。フロプス帆船「天の人魚」を操る。
アルスティラ
「北緯のアルスティラ、エンブレムは銀嶺の8番」通称「白銀の聖女」と呼ばれている。名前が意味するのは「星の娘」。ガーディアンを操る事ができる。
黒博士
ミュテラ神殿でアブストラクトの研究をしていた。自称、アブストラクト研究家。魔法使いであり、「さまよえる魔法使い（フライングウィザード）」と呼ばれる。

### 虚空帝国
アンティセナ
通称「銀髪の魔女」。ガーディアンを操り、各エレメントを配下に置いている。
アルクストイ
水のアルクストイ。水のエレメントを操る。エレメントの具象化は「水神龍」。
レグナス
光のレグナス。光のエレメントを操る。エレメントの具象化は「光輝天使」。
フレカント
炎のフレカント。炎のエレメントを操る。エレメントの具象化は「火竜」。
クルセドン
力のクルセドン。力のエレメントを操る。
ソトアビフォス
暗黒のソトアビフォス。暗黒のエレメントを操る。
オーラ
時のオーラ。時のエレメントを操る。
ネプライズ
破壊のネプライズ。破壊のエレメントを操る。エレメントの具象化は「蝶」。
カリッツァ
冷気のカリッツァ。冷気のエレメントを操る。エレメントの具象化は「氷狼」「雪狼」。
ランジャック
雷のランジャック。雷のエレメントを操る。エレメントの具象化は「雷鳥」。
アユアマス
生命のアユアマス。生命のエレメントを操る。
ブレーゼン
大地のブレーゼン。大地のエレメントを操る。エレメントの具象化は「王虎」。
シャシミール
天空のシャシミール。天空のエレメントを操る。エレメントの具象化は「鳳凰」。

## 用語

### オーキーズ
オーキーと呼ばれ、もともとは「渡り鳥」を指す言葉として用いていたが、世界を隅々まで流浪して回り、行く先々で様々な仕事を行うことで日々の糧を得る人々の事を指すようになった。（『ダンシィング・ウィズ・ザ・デビルス』のプロローグより）

### オーキーズフラターニティ
オーキーの相互扶助を目的とする組織。オーキー同士のパートナー斡旋、仕事の紹介などをする。大都市にはオーキーズロッジというフラターニティの支局が設けられている。

### アブストラクト
機械などを経由して行っていた作業や効果を「行おうとする意志」と「その結果」という極限のプロセスまで簡略化してしまったもの。人の意識の場を形づくる「プシオン場」と、16のエレメントが物質化した「フロギストン」が反応すると「プシオン＝フロギストン反応系因果律遡行効果」により「対象とする事象スケールにおける、組み替え可能な因果律の変更」を行い、人の意志を現実のものにする（『ダンシィング・ウィズ・ザ・デビルス』1巻p64）。
『ダンシィング・ウィズ・ザ・デビルス』時代では「コーパル」という16種類の「フロギストン」結晶体を媒介にして発生させていたが、本作の時代では、結晶フロギストン（コーパルのこと）を繊維状に加工することができるようになったため、アブストラクターの着る衣服そのものが各種エレメントのフロギストンになっているため、衣服を着用していれば、コーパルなしでアブストラクトを使えるようになった（1巻p47）。

### フロプス加工
「フロギストン＝プシオン反応」が省略されて「フロプス」と呼ばれている。エネルギーの物質化であるフロギストンと、人間の精神活動により発生するプシオンの反応により、様々な効果を起こす事ができる。武器や様々な機器を人の意志に呼応するように改良し、護符ならば周囲に防御結界を作り、剣ならば、離れた敵を切り裂き、金属の鎧を一刀両断し、船ならば、空を走らせることが可能となる。

### ポリウォーター
水の重合体（ポリマーの水だからポリウォーター）。触媒の混在下で、水を短時間に加圧、加熱、そして、急速冷却を繰り返すと、水分子が重合して固体となる。セリアンアークの持つ「ポリウォーターの剣」は軽く強靱で、たとえ刃こぼれしても、水に浸けておくだけで元の状態を取り戻す。加工が難しく大変高価（『ダンシィング・ウィズ・ザ・デビルス』1巻p339）。

### 帆船巫女
フロプス技術によって駆動するフロプス帆船を制御する能力を持った者のこと。本作ではウェラノーノスとその姉であるタリュナノーノスが帆船巫女である。

## 既刊一覧
- 庄司卓（著）・田沼雄一郎（イラスト）、富士見書房〈富士見ファンタジア文庫〉、既刊8巻（1998年12月17日現在）
  - 『ダンシングウィスパーズ1 踊れる吐息たち』、1994年6月25日初版発行（6月10日発売[1]）、ISBN 4-8291-2569-1
  - 『ダンシングウィスパーズ2 さまよう恋人たち』、1994年10月25日初版発行（10月12日発売[2]）、ISBN 4-8291-2589-6
  - 『ダンシングウィスパーズ3 いざなえる蝶たち』、1994年6月25日初版発行（6月20日発売[3]）、ISBN 4-8291-2628-0
  - 『ダンシングウィスパーズ4 堕ちたる力たち』、1996年03月25日初版発行（3月19日発売[4]）、ISBN 4-8291-2677-9
  - 『ダンシングウィスパーズ5 戸惑う人形たち』、1996年09月25日初版発行（9月20日発売[5]）、ISBN 4-8291-2703-1
  - 『ダンシングウィスパーズ6 天翔る亡霊たち』、1997年09月25日初版発行（9月17日発売[6]）、ISBN 4-8291-2771-6
  - 『ダンシングウィスパーズ7 目覚める女神たち』、1997年12月25日初版発行（12月16日発売[7]）、ISBN 4-8291-2788-0
  - 『ダンシングウィスパーズ8 時こえる声たち』、1998年12月25日初版発行（12月17日発売[8]）、ISBN 4-8291-2860-7

## CD
パイオニアLDCより発売。
- Dancing Whispers　踊れる吐息たち　1995年1月25日発売

1. 白金の聖女をさがして
2. オープニング・テーマ~女神は誰に微笑む?
3. 集える吐息たち
4. ミュテラ神殿の預言
5. アンティセナ
6. 戦いの中で……
7. 旅立ちの時
8. エンディング・テーマ~オー,フレンズ! 